# Сейсмічність Угорщини
Сейсмічність Угорщини — характеризується помірною інтенсивністю, відповідно в межах території країни не спостерігаються досить часті сильні і потужні землетруси.

## Загальна характеристика
Угорщина розташована в північній частині Середньодунайського басейну, замкненого на заході Альпами, на півночі, сході та південному сході — Карпатами. Більша частина території Угорщини зайнята рівнинами і горбистими ділянками. За характером сейсмічності територія Угорщини належить до помірних континентальних окраїн. Головну тектонічну роль відіграє Середньоугорський глибинний розлом, який перетинає Угорщину. Геологічна будова Угорщини загалом неоднорідна. Країна розташовується між Альпійськими, Карпатськими і Динарським хребтами. Виділяють виступи фундаменту, їх осадовий чохол і відклади западин. Фундамент складений палеозойськими і мезозойськими, на півдні — докембрійськими породами. 
За словами наукових співробітників Інституту фізики Землі та космічних наук, кожні 50 років в Угорщині відбувається сильніший землетрус. З огляду на попередні дані та багаторічні спостереження, незабаром може статися землетрус магнітудою 5-6  балів. Точний час і місце землетрусу передбачити неможливо. Однак за допомогою певних методів можна побачити певні ознаки, які передують цим катастрофічним геологічним подіям.

## Землетруси у минулі століття
Угорщина не належить до сейсмічно активних областей Землі. Проте, у XX ст., на території Угорщини зафіксовано 10 землетрусів силою до 7-9 балів за шкалою Ріхтера.

## Землетруси XXI століття

### 2011
29 січня 2011 року, в західній частині Угорщини стався сильно відчутний (за шкалою інтенсивності МSK-64) землетрус магнітудою 4,8 балів (за шкалою Ріхтера). За даними Геологічної служби США, епіцентр землетрусу знаходився за 55 км на захід від міста Будапешта. Про жертви і постраждалих — не повідомлялося. Деякі будівлі отримали незначні ушкодження, зокрема, з'явилися тріщини, обвалилася штукатурка. Землетрус став найсильнішим в даній місцевості, починаючи з 1985 року.

### 2014
19 січня 2014 року, о 02:34 та о 02:48 (за східноєвропейським часом), в Новградській області Угорщини сталися два досить відчутних (за шкалою інтенсивності МSK-64) землетруси магнітудою 4,4 та 3,4 балів (за шкалою Ріхтера) відповідно. За повідомленням Сейсмологічної обсерваторії Угорської академії наук, епіцентр землетрусу знаходився в регіоні населеного пункту Чергатшурань Новградської області, у північній частині Угорщини неподалік угорсько-словацького кордону. Підземні поштовхи відчували жителі 64 населених пунктів, в т.ч. міста Будапешта. З регіону епіцентру землетрусу від населення надходили  повідомлення про завдані збитки.

### 2015
11 травня 2015 року, о 07:00 (за східноєвропейським часом), у східній Угорщині стався відчутний (за шкалою інтенсивності МSK-64) землетрус магнітудою 3,3 балів (за шкалою Ріхтера). За даними Сейсмологічної обсерваторії Угорської Академії наук, епіцентр землетрусу знаходився в районі населеного пункту Гарболц, що знаходиться у точці перетину угорського, румунського та українського кордонів. Повідомлень про жертви і руйнування — не надходило.

### 2016
25 квітня 2016 року, о 07:54 (за східноєвропейським часом), на південному заході Угорщини, в районі міст Залаегерцег та Надьканіжа стався ледве відчутний (за шкалою інтенсивності МSK-64) землетрус магнітудою 2,8 балів (за шкалою Ріхтера). Гіпоцентр землетрусу знаходився на глибині 7 кілометрів. За повідомленням управління служби ліквідації наслідків стихійних лих Угорщини - жодних наслідків землетрус не спричинив.

### 2019
12 серпня 2029 року, приблизно о 01:30, в Угорщині стався сильно відчутний (за шкалою інтенсивності МSK-64) землетрус магнітудою 4,1 балів (за шкалою Ріхтера). З посиланням на портал Origo, землетрус стався поблизу містечка Хевеш в східній Угорщині. Зазначалося, що оскільки магнітуда землетрусу складала 4,1 балів, його відчували люди. Про постраждалих чи пошкодження майна — не повідомлялося.

### 2023
21 серпня 2023 року, в східній Угорщині сталося одразу декілька землетрусів. Згідно повідомлення Управління ліквідації наслідків стихійних лих, об 11:13, на південному сході країни в регіоні Бекеш поблизу міста Дьомаендрод стався сильно відчутний (за шкалою інтенсивності МSK-64) землетрус силою 4,0 бали (за шкалою Ріхтера). Підземні поштовхи відчувалися в декількох прилеглих населених пунктах. Буквально через кілька хвилин поблизу Туркеве, що недалеко від Солнока, був зареєстрований ще один землетрус магнітудою також 4,0 балів (за шкалою Ріхтера). Згодом, о 12:51, поблизу південно-східного міста Сарваш угорські сейсмологи зареєстрували третій землетрус магнітудою 2,8 балів (за шкалою Ріхтера), а пізніше два афтершоки магнітудою до 3,5 балів (за шкалою Ріхтера).